# Tituria lokandu
Tituria lokandu är en insektsart som beskrevs av Rauno E. Linnavuori 1972. Tituria lokandu ingår i släktet Tituria och familjen dvärgstritar. Inga underarter finns listade i Catalogue of Life.